# زولينو
زولينو (بالإيطالية: Zollino)‏ هي بلدية في مقاطعة ليتشي في إقليم بوليا الإيطالي.

## السكان
في سنة 1861 بلغ عدد السكان 802 نسمة، وتطور العدد ليصل في سنة 2011 لـ 2٬058 نسمة.
يظهر هذا المخطط البياني تطور النمو السكاني لـ زولينو